# Écuires
Écuires [ekɥiʁ] (flämisch: Schuren) ist ein Dorf und eine Gemeinde mit 686 Einwohnern (Stand: 1. Januar 2022) im französischen Département Pas-de-Calais in der Region Hauts-de-France. Die Gemeinde gehört zum Kanton Berck im Arrondissement Montreuil.

## Lage
Die Gemeinde Écuires liegt im Westen des Artois und als südlicher Vorort der Stadt Montreuil-sur-Mer nur elf Kilometer von der Ärmelkanalküste entfernt. Nachbargemeinden von Écuires sind Montreuil-sur-Mer im Norden, Beaumerie-Saint-Martin im Osten, Boisjean im Süden, Wailly-Beaucamp im Südwesten sowie Campigneulles-les-Petites im Westen.

## Geschichte
Südlich des Orts befand sich während des Zweiten Weltkriegs das Flugfeld Bois Jean-Écuires, auf dem im Juni 1940 kurz vor dem Waffenstillstand für einige Tage auch deutsche Bf 109E-Jagdflugzeuge von Stab und II. Gruppe des Jagdgeschwaders 26 lagen.

## Bevölkerungsentwicklung
| Jahr                       | 1962 | 1968 | 1975 | 1982 | 1990 | 1999 | 2006 | 2012 | 2022 |
| -------------------------- | ---- | ---- | ---- | ---- | ---- | ---- | ---- | ---- | ---- |
| Einwohner                  | 579  | 586  | 670  | 795  | 878  | 830  | 789  | 779  | 686  |
| Quellen: Cassini und INSEE |      |      |      |      |      |      |      |      |      |

## Sehenswürdigkeiten
- Kirche Saint-Vaast, seit 1926 Monument historique
- Schloss Écuires

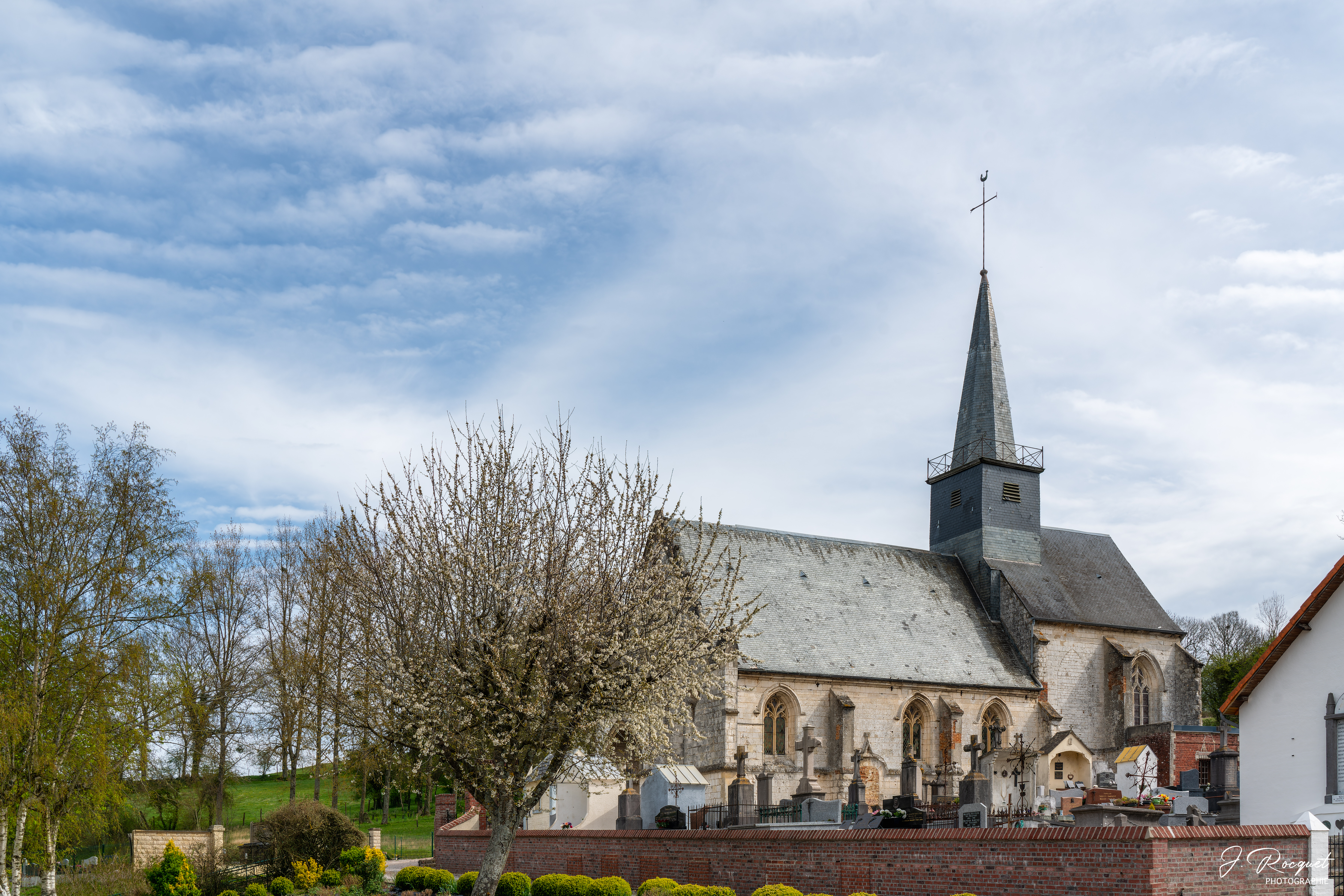
Kirche Saint-Vaast
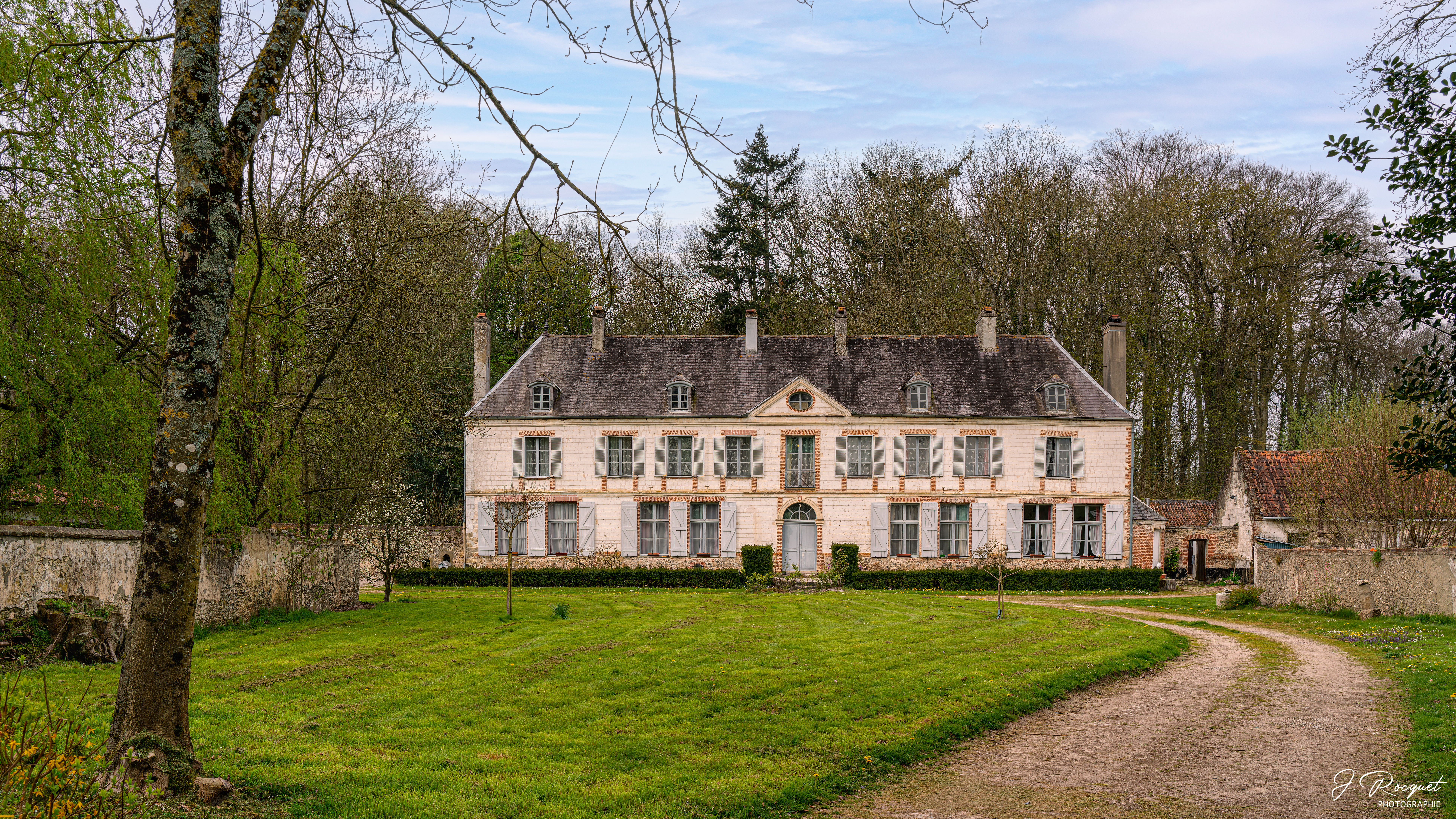
Schloss
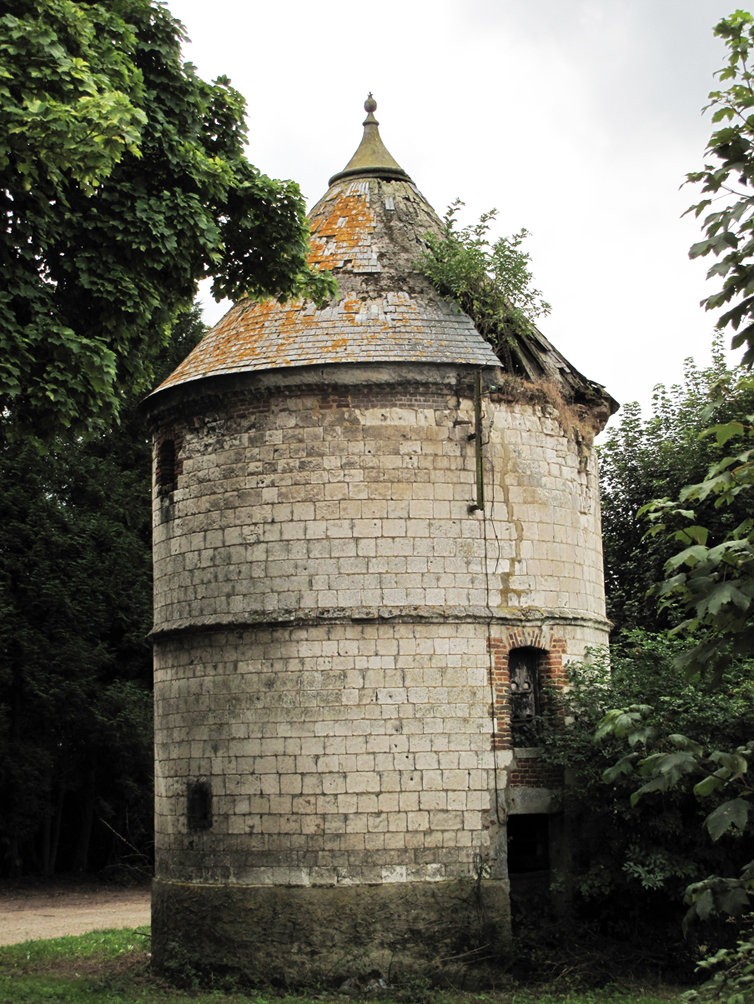
Taubenturm
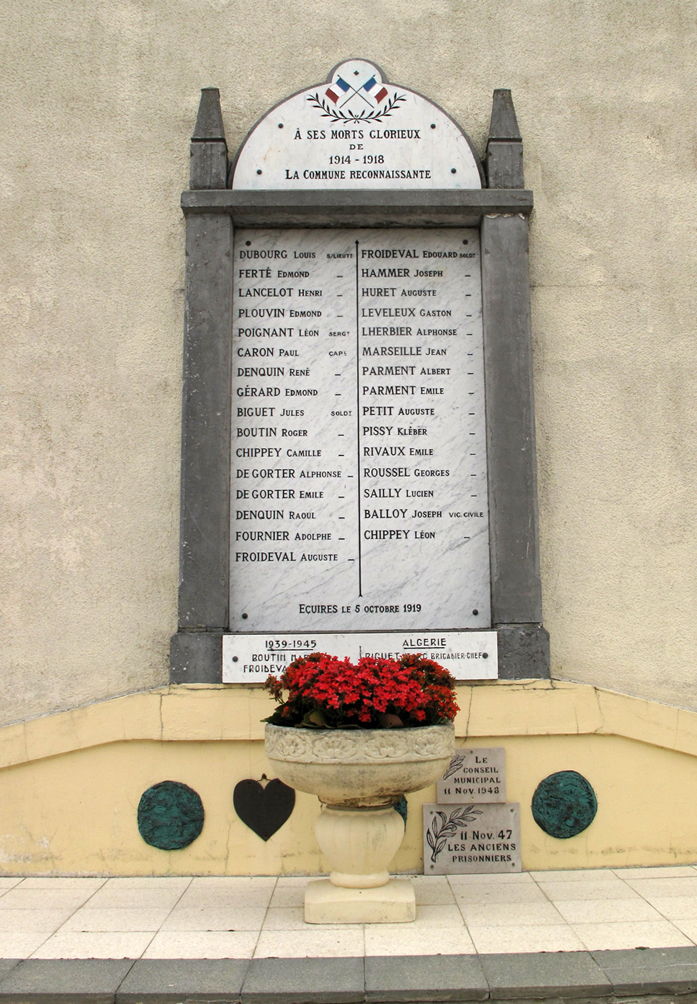
Gefallenendenkmal